# Acroclisoides tectacorisi
Acroclisoides tectacorisi är en stekelart som först beskrevs av Girault 1924.  Acroclisoides tectacorisi ingår i släktet Acroclisoides och familjen puppglanssteklar. Inga underarter finns listade i Catalogue of Life.